# Conjetura de Poincaré
En matemáticas, y con más exactitud en topología, el teorema de Poincaré (anteriormente llamado conjetura de Poincaré o hipótesis de Poincaré) es un resultado sobre la esfera cuatridimensional (la 3-esfera); la hipótesis dejó de ser una conjetura para convertirse en un teorema tras su demostración matemática en 2006 por el matemático Grigori Perelmán. El teorema sostiene que la esfera cuatridimensional, también llamada 3-esfera o hiperesfera, es la única variedad compacta cuatridimensional en la que todo lazo o círculo cerrado (1-esfera) se puede deformar (transformar) en un punto. Este último enunciado es equivalente a decir que solo hay una variedad cerrada y simplemente conexa de dimensión 3: la esfera cuatridimensional.

## Concepto e historia

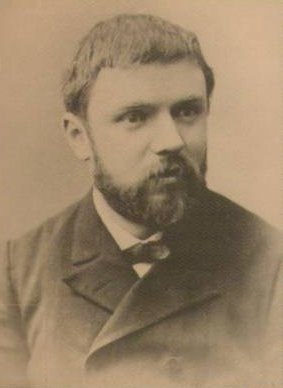
Henri Poincaré (1854-1912), destacado matemático francés, conocido por sus contribuciones a la teoría del caos y la topología

La superficie de un balón de fútbol, por ejemplo, es casi un ejemplo de variedad de dimensión 2, una 2-esfera; lo podemos manipular como queramos, dándole diferentes formas, pero sin romperlo, y seguirá siendo una 2-esfera. El criterio para comprobar si una variedad es una 2-esfera es muy sencillo: imagínese una banda elástica tremendamente deformable apoyada sobre la superficie del balón; si la goma se puede comprimir (sin salirse de la superficie) hasta ocupar un solo punto, y esto en cualquier parte de la superficie, el balón es una 2-esfera y se dice que es simplemente conexa.
El problema de clasificar las variedades en el espacio usando como criterio de clasificación el concepto de homeomorfismo fue resuelto en el siglo XIX. Así, la esfera es una variedad de dimensión 2 (cada trozo pequeño de la esfera es un pequeño trozo de plano ligeramente deformado), cerrada y simplemente conexa y se estableció que toda variedad de dimensión 2, cerrada y simplemente conexa es homeomorfa a la esfera. Dicho de otro modo: sólo hay una variedad (homeomórfica) de dimensión n=2, cerrada y simplemente conexa, y se trata de la esfera (y sus homeomorfos).
Más técnicamente, en 1904, el matemático francés Henri Poincaré (1854-1912) conjeturó que el resultado obtenido para la esfera n=2 del espacio de dimensión 3 tenía un análogo para la esfera n=3 del espacio de dimensión 4. En otras palabras, en el espacio de dimensión 4, toda variedad de dimensión n=3, cerrada y simplemente conexa, sería homeomorfa a la esfera de dimensión n=3. Pero Poincaré no consiguió probar su conjetura. Tampoco ninguno de sus contemporáneos ni sucesores. Con el tiempo, la conjetura de Poincaré cobró interés hasta convertirse en el problema abierto más notable de la topología geométrica, con destacables implicaciones para la Física. Más aún, llegó a convertirse en uno de los problemas sin resolver más importantes de la matemática. 
Para dimensión dos ya fue demostrada en el siglo XIX. Para n=5, hubo de esperar hasta 1961, cuando lo hizo Erik Christopher Zeeman. Ese mismo año, Stephen Smale lo consiguió para n igual o mayor que 7 y, en 1962, John R. Stallings para el caso n=6. Los casos n=3 y n=4 se resistían y hubo que esperar a 1986 cuando,el estadounidense Michael Hartley Freedman, consiguió demostrar el caso n=4. El problema es que, resuelto con éxito para todas las demás dimensiones, el caso original n=3, planteado por Poincaré, se resistía denodadamente a cualquier demostración matemática hasta que el matemático ruso Grigori Perelmán hizo pública su hazaña publicando su demostración.
Henri Poincaré estableció dicha conjetura en 1904, indicando que la esfera tridimensional era única y que ninguna de las otras variedades tridimensionales compartían sus propiedades.

## Resolución de la hipótesis

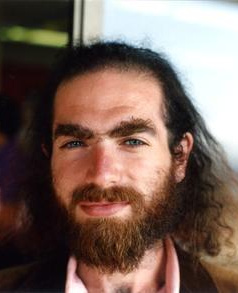
Grigori Perelmán

Grigori Perelmán resolvió la hipótesis de Poincaré. Justamente por resolver este problema, Perelmán había recibido en 2006 la medalla Fields, considerada el Nobel de la matemática, otro premio que también rechazó.
La hipótesis de Poincaré, antes de ser probada, fue una de las cuestiones abiertas más importantes en topología. En 2000, se nombró como uno de los siete Problemas del Milenio, por los que el Instituto Clay de Matemáticas ofreció un premio de 1 millón de dólares a la primera solución correcta. El trabajo de Perelman sobrevivió a la revisión y fue confirmado en 2006, por lo que se le ofreció una Medalla Fields, que rechazó. Perelman recibió el Premio Millennium el 18 de marzo de 2010. El 1 de julio de 2010, rechazó el premio, diciendo que creía que su contribución para demostrar que la conjetura de Poincaré no era mayor que la de Hamilton. La conjetura de Poincaré es el único problema del Milenio resuelto.
Perelman demostró la conjetura deformando la variedad mediante el flujo de Ricci (que se comporta de forma similar a la ecuación del calor que describe la difusión del calor a través de un objeto). El flujo de Ricci suele deformar la variedad hacia una forma más redondeada, excepto en algunos casos en los que estira la variedad separándola de sí misma hacia lo que se conoce como singularidades. Perelman y Hamilton cortan entonces la variedad en las singularidades (un proceso llamado "cirugía"), haciendo que las piezas separadas adquieran formas esféricas.  Los principales pasos de la demostración consisten en mostrar cómo se comportan las variedades cuando son deformadas por el flujo de Ricci, examinar qué tipo de singularidades se desarrollan, determinar si este proceso de cirugía puede completarse y establecer que la cirugía no necesita repetirse infinitas veces.
El primer paso consiste en deformar la variedad mediante el flujo de Ricci. El flujo de Ricci fue definido por Richard S. Hamilton como una forma de deformar variedades.   La fórmula del flujo de Ricci es una imitación de la ecuación del calor, que describe la forma en que fluye el calor en un sólido. Al igual que el flujo de calor, el flujo de Ricci tiende hacia un comportamiento uniforme. A diferencia del flujo de calor, el flujo de Ricci podría encontrarse con singularidades y dejar de funcionar.   Una singularidad en una variedad es un lugar donde no es diferenciable: como una esquina o una cúspide o un pellizco.   El flujo de Ricci sólo se definió para variedades suaves y diferenciables.  Hamilton utilizó el flujo de Ricci para demostrar que algunas variedades compactas eran  difeomorfas a esferas, y esperaba aplicarlo para demostrar la conjetura de Poincaré.   Necesitaba comprender las singularidades.
Hamilton creó una lista de las posibles singularidades que podrían formarse, pero le preocupaba que algunas singularidades pudieran plantear dificultades. Quería cortar el colector en las singularidades y pegar tapas y luego ejecutar el flujo de Ricci de nuevo, por lo que necesitaba entender las singularidades y demostrar que ciertos tipos de singularidades no se producen.  Perelman descubrió que las singularidades eran todas muy simples: esencialmente cilindros tridimensionales formados por esferas estiradas a lo largo de una línea. Un cilindro ordinario se hace tomando círculos estirados a lo largo de una línea.  Perelman lo demostró utilizando algo llamado "volumen reducido", que está estrechamente relacionado con un valor propio de una cierta ecuación elíptica.
A veces, una operación complicada se reduce a la multiplicación por un escalar (un número). Tales números se llaman valores propios de esa operación.  Los valores propios están estrechamente relacionados con las frecuencias de vibración y se utilizan en el análisis de un famoso problema: ¿puedes oír la forma de un tambor? Esencialmente, un valor propio es como una nota que toca la variedad. Perelman demostró que esta nota sube a medida que la variedad es deformada por el flujo de Ricci. Esto le ayudó a eliminar algunas de las singularidades más problemáticas que habían preocupado a Hamilton, en particular la solución del solitón cigarro, que parecía una hebra que sobresalía de una variedad sin nada al otro lado. En esencia, Perelman demostró que todas las hebras que se forman pueden cortarse y taparse y que ninguna sobresale por un solo lado.
Para completar la prueba, Perelman toma cualquier variedad  tridimensional compacta, simplemente conexa y sin límites, y comienza a ejecutar el flujo de Ricci. Esto deforma la variedad en trozos redondos con hilos que corren entre ellos. Corta los filamentos y sigue deformando la variedad hasta que, finalmente, se queda con una colección de esferas redondas tridimensionales. A continuación, reconstruye la variedad original conectando las esferas entre sí mediante cilindros tridimensionales, los transforma en una forma redonda y comprueba que, a pesar de toda la confusión inicial, la variedad era, de hecho, homeomorfa a una esfera.
Una pregunta inmediata que se planteó fue cómo se podía estar seguro de que no son necesarios infinitos cortes. Esto se planteó debido a que el corte podría progresar eternamente. Perelman demostró que esto no puede ocurrir utilizando  superficies mínimas en la variedad. Una superficie mínima es esencialmente una película de jabón. Hamilton había demostrado que el área de una superficie mínima disminuye a medida que la variedad experimenta el flujo de Ricci.  Perelman verificó lo que ocurría con el área de la superficie mínima cuando la variedad se rebanaba.  Demostró que, finalmente, el área es tan pequeña que cualquier corte después de que el área sea tan pequeña sólo puede estar cortando esferas tridimensionales y no piezas más complicadas. Esto es descrito como una batalla con una Hidra por Christina Sormani en el libro de Szpiro citado más abajo. Esta última parte de la prueba apareció en el tercer y último artículo de Perelman sobre el tema.

## Demostración de la conjetura

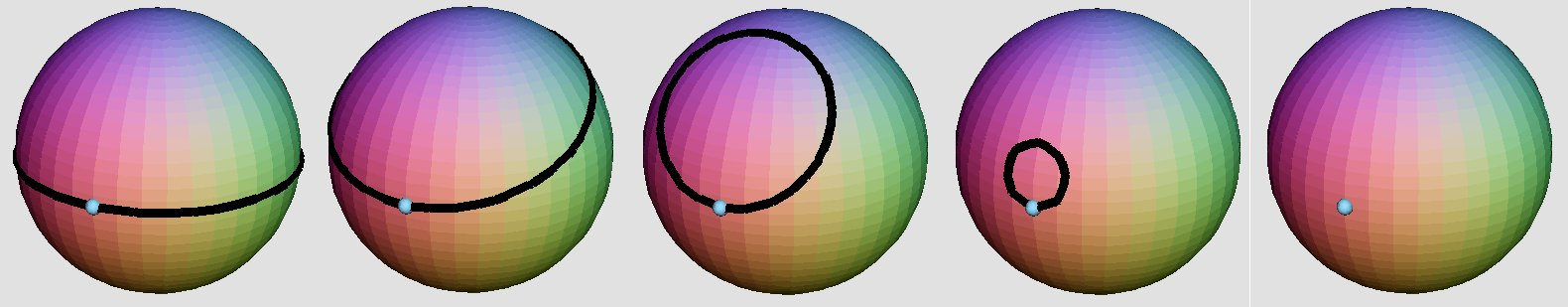
En un esfera-2 ordinaria, cualquier lazo se puede apretar continuamente hasta convertirse en un punto en la superficie. ¿Esta condición caracteriza la esfera-2? La respuesta es sí, y se conoce desde mucho tiempo atrás. La conjetura de Poincaré hace la misma pregunta para la esfera-3, no visualizable. Grigori Perelmán probó la veracidad de esa conjetura.

El enunciado no pudo ser resuelto durante un siglo y su demostración fue considerada uno de los siete problemas del milenio propuestos por el Clay Mathematics Institute.
El matemático ruso Grigori Perelmán anunció haberlo hecho en 2002 a través de dos publicaciones en internet.
El 5 de junio de 2006 los matemáticos chinos Zhu Xiping y Cao Huaidong anunciaron la demostración completa, basándose en los trabajos preliminares de Perelmán (estos sí publicados en revistas especializadas), lo que, una vez realizada su validación por la comunidad matemática, daría fin a la clasificación completa de las estructuras topológicas de dimensión tres o tridimensionales. Sin embargo, una gran parte de la comunidad matemática piensa que la demostración corresponde a Perelmán y considera el trabajo de los matemáticos chinos como un plagio. La Academia China de Ciencias, en defensa de Zhu Xiping y Cao Huaidong, afirmó que el ruso «estableció las líneas generales para probar la conjetura, pero no dijo específicamente cómo resolver el enigma».
Finalmente, se reconoció el trabajo de Perelmán cuando se le otorgó la Medalla Fields en el marco del XXV Congreso Internacional de Matemáticos (ICM2006 Archivado el 17 de mayo de 2011 en Wayback Machine.), con sede en Madrid, en agosto de 2006. Perelmán no se presentó al Congreso de Madrid y rechazó la medalla. No concede entrevistas, salvo excepciones, como en un semanario estadounidense (The New Yorker), donde aseguró no querer ser una «mascota» en el mundo de la matemática, estimando que no necesita otro reconocimiento aparte de la validez de su trabajo.

## Flujo de Ricci con operación
El programa de Hamilton para demostrar la conjetura de Poincaré consiste en poner primero una  métrica riemanniana en el tercer manifold cerrado simplemente conectado desconocido. La idea básica es intentar "mejorar" esta métrica; por ejemplo, si la métrica puede mejorarse lo suficiente como para que tenga curvatura positiva constante, entonces, según los resultados clásicos de la geometría de Riemann, debe ser la 3-esfera.  Hamilton prescribió las "ecuaciones del flujo de Ricci" para mejorar la métrica;
{\displaystyle \partial _{t}g_{ij}=-2R_{ij}}
donde g es la métrica y R su curvatura de Ricci, y se espera que, a medida que aumente el tiempo t, la variedad sea más fácil de entender.  El flujo de Ricci expande la parte de curvatura negativa de la variedad y contrae la parte de curvatura positiva.
En algunos casos, Hamilton fue capaz de demostrar que esto funciona; por ejemplo, su avance original consistió en demostrar que si la variedad riemanniana tiene curvatura de Ricci positiva en todas partes, entonces el procedimiento anterior sólo puede seguirse para un intervalo acotado de valores de los parámetros, {\displaystyle t\in [0,T)} con {\displaystyle T<\infty }, y más significativamente, que existen números {\displaystyle c_{t}} tales que a medida que {\displaystyle t\nearrow T}, la métrica riemanniana {\displaystyle c_{t}g(t)} converge suavemente a una de curvatura positiva constante. Según la geometría riemanniana clásica, la única variedad compacta simplemente conectada que puede soportar una métrica riemanniana de curvatura positiva constante es la esfera. Así que, en efecto, Hamilton demostró un caso especial de la conjetura de Poincaré: si una 3-múltiple compacta simplemente conectada admite una métrica riemanniana de curvatura de Ricci positiva, entonces debe ser difeomorfa a la 3-esfera.
Si, por el contrario, sólo se tiene una métrica riemanniana arbitraria, las ecuaciones del flujo de Ricci deben conducir a singularidades más complicadas. El mayor logro de Perelman fue demostrar que, si se adopta cierta perspectiva, si aparecen en un tiempo finito, estas singularidades sólo pueden parecer esferas o cilindros que se encogen. Con una comprensión cuantitativa de este fenómeno, cortó la múltiple a lo largo de las singularidades, dividiendo la múltiple en varios trozos y luego continuó con el flujo de Ricci en cada uno de estos trozos.  Este procedimiento se conoce como flujo de Ricci con cirugía.
Perelman proporcionó un argumento independiente basado en el flujo de acortamiento de curvas para demostrar que, en una 3-manifold compacta simplemente conectada, cualquier solución del flujo de Ricci con cirugía se extingue en un tiempo finito. Un argumento alternativo, basado en la teoría min-max de superficies mínimas y en la teoría geométrica de medidas, fue proporcionado por Tobias Colding y William Minicozzi. Por lo tanto, en el contexto simplemente conectado, el fenómeno de tiempo finito anterior del flujo de Ricci con la cirugía es todo lo que es relevante. De hecho, esto es cierto incluso si el grupo fundamental es un producto libre de grupos finitos y grupos cíclicos.
Esta condición sobre el grupo fundamental resulta ser necesaria y suficiente para la extinción en tiempo finito.  Equivale a decir que la descomposición prima del colector no tiene componentes acíclicos y resulta ser equivalente a la condición de que todas las piezas geométricas del colector tienen geometrías basadas en las dos geometrías de Thurston S2×R y S3.  En el contexto en el que no se hace ninguna suposición sobre el grupo fundamental, Perelman hizo un estudio técnico adicional del límite de la variedad para tiempos infinitamente grandes y, al hacerlo, demostró la conjetura de geometrización de Thurston: a tiempos grandes, la variedad tiene una «descomposición gruesa-delgada», cuya parte gruesa tiene una estructura hiperbólica y cuya parte delgada es una variedad gráfica. Sin embargo, debido a los resultados de Perelman y Colding y Minicozzi, estos resultados adicionales son innecesarios para demostrar la conjetura de Poincaré.